# Goodbye (Cream)
Goodbye (intitolato anche Goodbye Cream) è il quarto e ultimo album del trio rock britannico Cream. Pubblicato nel 1969, consiste in tre tracce studio, tre tracce live e una traccia precedentemente pubblicata come singolo aggiunta come bonus track nelle successive pubblicazioni in CD.

## Tracce

### Live
Registrato al The Forum, Los Angeles, 19 ottobre 1968.
1. I'm So Glad (James) - 9:13
2. Politician (Bruce, Brown) - 6:20
3. Sitting on Top of the World (Burnett) - 5:04

### Album studio
4. Badge (Clapton, Harrison) - 2:47
5. Doing That Scrapyard Thing (Bruce, Brown) - 3:18
6. What a Bringdown (Baker) - 3:57
Bonus track:
7. Anyone for Tennis (Clapton, Sharp) - 2:35 (precedentemente commercializzata come singolo).

## Formazione
- Jack Bruce - basso elettrico, piano, organo, voce
- Eric Clapton - chitarra, voce
- Ginger Baker - batteria, percussioni, voce

## Membri esterni
- Felix Pappalardi - produzione, basso su "What a Bringdown", mellotron, piano
- George Harrison - chitarra ritmica su "Badge"